# Di Varmo
I "di Varmo" sono una delle più antiche famiglie nobiliari del Friuli, originari dall’omonimo centro della bassa friulana sulla sponda Est del Tagliamento; esponenti di questa famiglia ebbero un ruolo rilevante nella storia del Friuli dal XI al XVI secolo, distinguendosi nei due distinti rami dei "Varmo di Sotto" e, successivamente, dei "Varmo di Sopra". La famiglia risulta iscritta al Libro d'oro della nobiltà italiana.
Le due famiglie ebbero seggi distinti nel Parlamento della Patria del Friuli, trovandosi spesso in disaccordo tra loro.

## Origini della famiglia
La leggenda, tramandata dalla famiglia e riportata in antichi manoscritti conservati negli archivi dei conti di Strassoldo, li farebbe discendere dal martire Eustachio, generale romano convertitosi al cristianesimo sotto il regno dell’imperatore Adriano e quindi martirizzato insieme alla moglie e al figlio Agapito. Alcuni membri di questa famiglia guidati dal nipote Felice si trasferirono quindi inizialmente a Ravenna, portandosi poi ad Aquileia intorno al 315 d.c. quando un altro Agapito, si ritiene appartenente a questa famiglia, venne nominato vescovo di Aquileia. Con la distruzione di Aquileia da parte degli Unni di Attila (452 d.c.) la famiglia sarebbe fuggita e avrebbe costruito una nuova residenza nel luogo dell’odierna Varmo.
Non è chiaro tuttavia se il nome della famiglia derivi dal luogo, o sia invece il borgo a derivare il nome dalla famiglia. Il nome "di Varmo", secondo la tradizione sopra riportata deriverebbe da Vermilius (o gens vermilia) per via dello stendardo rosso che identificava questa famiglia (simbolo dell’antico martirio di Eustachio). 
Tuttavia la leggenda della discendenza da Eustachio sembrerebbe più un tentativo, molto comune in passato, di nobilitare le origini famigliari. Linee dirette accertate tra il periodo romano e quello medioevale sono infatti impossibili da stabilire a causa della scarsità di dati dei cosiddetti "secoli bui". È quindi oltremodo probabile che, come per altre importanti famiglie del Friuli patriarcale (di Strassoldo, di Prampero, di Solimbergo) la famiglia possa derivare da qualche casata germanica discesa assieme a uno dei Patriarchi di origine tedesca, oppure derivi da cavalieri germanici posti a difesa delle vie dei pellegrini verso la terra santa (come la via Crescentia, che correva proprio sulla riva sinistra del Tagliamento verso il mare). A sostegno di questa tesi, uno dei principali esponenti della famiglia dell'XI secolo, viene indicato come Asquino di Munchemberg signore di Varmo.

## Distinzione tra Varmo-Pers (o di Sotto) e Varmo-San Daniele-Pers (o di Sopra).
Intorno all’anno mille, i documenti indicano la presenza due castelli (o complessi fortificati) presenti a Varmo quelli di Varmo Superiore e di Varmo Inferiore. Non vi è certezza che i due complessi appartenessero alla stessa famiglia, mentre è unanime che la prima e originaria famiglia dei “di Varmo” risiedesse nel Castello Inferiore. Nel 1199 i "di Varmo" fondarono il Monastero di Santa Maria di Varmo in località priorato a Varmo. 
Feudatari di Varmo, Pers, Susans, Sterpo, Sant'Eliseo, Mocumbergo, Guardazoiosa, Sbroiavacca, Pietrapelosa, Grisignana in Istria e fedeli al Patriarca, ottennero importanti incarichi nell'XI secolo con Asquino, nominato Capitano del Patriarcato, (capo militare) e suo fratello Federico che ottenne il titolo di “Signore di Pers” dando il via alla linea dei “di Varmo- Pers” (o Varmo di Sotto). Già precedentemente questa famiglia aveva avuto giurisdizione su incarico del Patriarca su alcuni feudi della zona pedecollinare, tra cui il Castello di Susans(poi passato ai di Colloredo) che esiste ancora oggi, e della zona di San Daniele.
Solo nel 1356 la famiglia dei Signori di San Daniele, che a partire dal 2019 avevano avuto dal Patriarca in feudo il borgo omonimo, acquisì parte del patrimonio dei di Varmo, assumendo il nome di “di Varmo San Daniele” (o Varmo di Sopra) e contestualmente i diritti sul Castello di Varmo Superiore, precedentemente dei Signori di Pers. 
I Signori di San Daniele furono quindi una famiglia ben distinta dalla famiglia di Varmo, di cui acquisirono solo il cognome, unitamente a parte dei loro possedimenti.
I “di Varmo” si trovarono quindi divisi tra i “Varmo -San Daniele-Pers” (o Varmo di Sopra) alleati della Repubblica di Venezia e i “Varmo-Pers” (o Varmo di Sotto) fedeli al Patriarca.
La linea originaria dei di Varmo-Pers, a cui appartenne il poeta friulano Ciro di Pers (1599 - 1663), si estinse agli inizi del XIX secolo, con l’ultima discendente, Dorotea di Varmo-Pers, andata in sposa a Giacomo Canciani, figlio di una ricca famiglia imprenditoriale udinese. La residenza della famiglia a Varmo (ricostruita dopo l’esondazione del Tagliamento del 1596 che distrusse l’antico castello inferiore) mutò da Villa di Varmo a Villa Canciani (e si trova tutt’oggi in Via Canciani a Varmo), quindi a villa Canciani-Florio con il matrimonio della figlia di Giacomo, Giuliana, con il Conte Francesco Florio di Persereano (cognato di Italo Balbo che ne aveva sposato la sorella). 
La caduta del Patriarcato nel 1420 a opera della Repubblica di Venezia favorì invece la linea dei “Varmo-San Daniele-Pers” che ottenne nel 1777 dal Doge Alvise Mocenigo, il titolo comitale. Titolo poi riconosciuto come “Conti di Varmo San Daniele” sia dall’impero Asburgico che poi dal Regno d’Italia. 

## Personaggi illustri
Tra i personaggi più significativi:
- Asquino di Varmo (XIII secolo), capitano generale del Patriarcato[8]
- Federico di Pers (XIV secolo), figlio del precedente e comandante delle truppe udinesi contro i conti di Gorizia[8]
- Odorico di Pers (XIV secolo), condottiero[8]
- Antonio di Pers (XV secolo), condottiero militò contro i Turchi[8]
- Giovanni di Pers, figlio del precedente, condottiero al servizio del re di Napoli[8]
- Federico di Varmo (XVI secolo), militò al servizio della Serenissima[8]
- Vincenzo di Pers (XVI secolo), giureconsulto[8]
- Ciro di Pers (1599-1663), poeta e cavaliere di Malta
- Girolamo di Pers (XVII secolo), combatté per la Serenissima nella guerra di Candia[8]
- Leonardo Maria di Varmo-San Daniele-Pers (1689-1794), capitano della Repubblica di Venezia e primo conte di Varmo.

## Proprietà
Appartennero a questa famiglia:
- castello di Pers

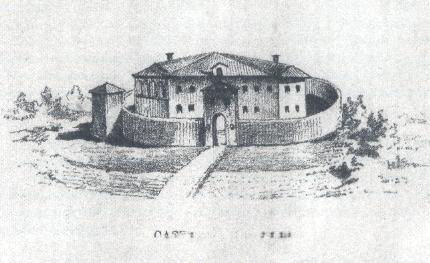
Il castello della famiglia a Pers

- villa dei Conti di Varmo di Sopra a Varmo, nella piazza municipale e la Villa dei Conti di Varmo a Mortegliano,[11] eretta intorno alla fine del 1600 nel borgo di Sopra (via Cavour) che presumibilmente da loro prese il nome e abitata fino alla prima metà del XX secolo dagli ultimi discendenti della famiglia

## Arma
Con la divisione in due famiglie distinte, anche gli stemmi delle due casate vennero differenziati: di rosso e d'argento (bianco e rosso) quello dei Varmo di Sopra e d'azzurro e d'argento (bianco e blu) quello dei Varmo di Sotto.